# Louroux-Hodement
Pour les articles homonymes, voir Louroux (homonymie).
Louroux-Hodement est une ancienne commune française, située dans le département de l'Allier en région Auvergne-Rhône-Alpes, devenue, le 1er janvier 2016, une commune déléguée de la commune nouvelle de Haut-Bocage.

## Toponymie
Louroux vient du latin oratorium, « oratoire, petite chapelle » (du latin orare, « prier »). La forme latine Oratorium est attestée en 1327 ; la forme francisée Loroir est attestée dès le XIIIe siècle.

## Politique et administration
| Période                                  | Période       | Identité              | Étiquette | Qualité                                 |
| ---------------------------------------- | ------------- | --------------------- | --------- | --------------------------------------- |
| Les données manquantes sont à compléter. |               |                       |           |                                         |
| 1945                                     | 1971          | Albert Collinet       |           | Agriculteur                             |
| 1971                                     | 1995          | Michel Lanord         | SFIO-PS   | Ancien secrétaire de mairie Instituteur |
| mars 1995                                | décembre 2015 | Thierry de Lamarlière | SE        | Cadre                                   |

## Population et société

### Démographie
L'évolution du nombre d'habitants est connue à travers les recensements de la population effectués dans la commune depuis 1793. À partir du 1er janvier 2009, les populations légales des communes sont publiées annuellement dans le cadre d'un recensement qui repose désormais sur une collecte d'information annuelle, concernant successivement tous les territoires communaux au cours d'une période de cinq ans. 
Pour les communes de moins de 10 000 habitants, une enquête de recensement portant sur toute la population est réalisée tous les cinq ans, les populations légales des années intermédiaires étant quant à elles estimées par interpolation ou extrapolation. Pour la commune, le premier recensement exhaustif entrant dans le cadre du nouveau dispositif a été réalisé en 2006,.
En 2013, la commune comptait 343 habitants, en évolution de −2,28 % par rapport à 2008 (Allier : +0 %, France hors Mayotte : +2,49 %).
| 1793 | 1800 | 1806 | 1821 | 1831 | 1836 | 1841 | 1846 | 1851 |
| ---- | ---- | ---- | ---- | ---- | ---- | ---- | ---- | ---- |
| 587  | 582  | 610  | 529  | 601  | 612  | 608  | 618  | 639  |

| 1856 | 1861 | 1866 | 1872 | 1876 | 1881 | 1886 | 1891 | 1896 |
| ---- | ---- | ---- | ---- | ---- | ---- | ---- | ---- | ---- |
| 643  | 611  | 668  | 679  | 693  | 786  | 801  | 755  | 698  |

| 1901 | 1906 | 1911 | 1921 | 1926 | 1931 | 1936 | 1946 | 1954 |
| ---- | ---- | ---- | ---- | ---- | ---- | ---- | ---- | ---- |
| 736  | 713  | 709  | 524  | 524  | 550  | 495  | 476  | 515  |

| 1962 | 1968 | 1975 | 1982 | 1990 | 1999 | 2006 | 2011 | 2013 |
| ---- | ---- | ---- | ---- | ---- | ---- | ---- | ---- | ---- |
| 412  | 412  | 371  | 294  | 280  | 293  | 356  | 344  | 343  |

## Culture locale et patrimoine

### Lieux et monuments
- Église Saint-Jean-Baptiste en grès rouge, dont la date de construction est inconnue mais les spécialistes la datent des XIIe, XVIIe et XIXe siècles.
- Champ de menhirs.

### Personnalités liées à la commune
- Gérard Dériot (1944-2024), sénateur de l'Allier de 1998 à 2020[8], président du conseil général de l'Allier (1992-1998 et 2001-2008), puis du conseil départemental de l'Allier (2015-2017[9]) et conseiller départemental du canton de Bourbon-l'Archambault[10], est né à Louroux-Hodement.